# Deloneïta
La deloneïta és un mineral de la classe dels fosfats, que pertany al grup de la belovita. Rep el nom en honor de Boris Nikolaevich Delone (Sant Petersburg, Imperi Rus, 15 de març de 1890 - Moscou, Unió Soviètica, 17 de juliol de 1980), cristal·lògraf, matemàtic i escalador de muntanya.

## Característiques
La deloneïta és un fosfat de fórmula química (Na0,5REE0,25Ca0,25)(Ca0,75REE0,25)Sr1.5(CaNa0,25REE0,25)(PO₄)₃F0,5(OH)0,5. Es tracta d'una espècie aprovada per l'Associació Mineralògica Internacional, i publicada per primera vegada el 1996. Cristal·litza en el sistema trigonal. La seva duresa a l'escala de Mohs és 5.
Segons la classificació de Nickel-Strunz pertany a «08.BN - Fosfats, etc. amb anions addicionals, sense H₂O, només amb cations de mida gran, (OH, etc.):RO₄ = 0,33:1» juntament amb els següents minerals: aradita, magganasita, fluorpiromorfita, fluorsigaiïta, fluoralforsita, alforsita, belovita-(Ce), clorapatita, mimetita-M, johnbaumita-M, fluorapatita, hedifana, hidroxilapatita, johnbaumita, mimetita, morelandita, piromorfita, fluorstrofita, svabita, turneaureïta, vanadinita, belovita-(La), fluorcafita, kuannersuïta-(Ce), hidroxilapatita-M, fosfohedifana, hidroxilpiromorfita, estronadelfita, fluorfosfohedifana, carlgieseckeïta-(Nd), vanackerita, miyahisaïta, pieczkaïta, hidroxilhedifana, pliniusita, parafiniukita, arctita, krügerita i goryainovita.

## Formació i jaciments
Va ser descoberta a la mina Vostochnyi, situada al Mont Koaixva, dins el massís de Khibini, a l'óblast de Múrmansk (Districte Federal del Nord-oest, Rússia). Es tracta de l'únic indret de tot el planeta on ha estat descrita aquesta espècie mineral.